# Bianca Andreea Costea
Bianca Andreea Costea (n. 26 ianuarie 2005, Galați, România) este o înotătoare română, care  a reprezentat România la Jocurile Olimpice de vară din 2020 de la Tokyo, Japonia, la 50 m liber și la 100 m liber.
În 2019, la Festivalul Olimpic al Tineretului European, Baku, a obținut medalia de aur la 50 m liber cu un timp de 25,34 secunde.

## Recorduri personale

### Bazin lung (50 metri)
| Probă       | Timp  | Eveniment                                          | Loc     | Dată          | Note  |
| ----------- | ----- | -------------------------------------------------- | ------- | ------------- | ----- |
| 50 m liber  | 25.34 | Campionatele Europene de Juniori                   | Otopeni | 7 iulie 2022  | [ 4 ] |
| 50 m liber  | 25.34 | Festivalul Olimpic de Vară al Tineretului European | Baku    | 26 iulie 2019 | [ 4 ] |
| 100 m liber | 56.07 | Campionatele Europene de Juniori                   | Otopeni | 5 iulie 2022  | [ 4 ] |

### Bazin scurt (25 metri)
| Probă        | Timp  | Eveniment             | Loc            | Dată              | Note  |
| ------------ | ----- | --------------------- | -------------- | ----------------- | ----- |
| 50 m liber   | 24.77 | Campionatele României | Miercurea Ciuc | 9 decembrie 2021  | [ 5 ] |
| 100 m liber  | 54.41 | Campionatele României | Miercurea Ciuc | 10 decembrie 2021 | [ 4 ] |
| 50 m fluture | 27.19 | Campionatele României | Miercurea Ciuc | 8 decembrie 2021  | [ 6 ] |

Legendă: NR - Record național